# 2019
Il 2019 (MMXIX in numeri romani) è un anno  del XXI secolo.

## Eventi

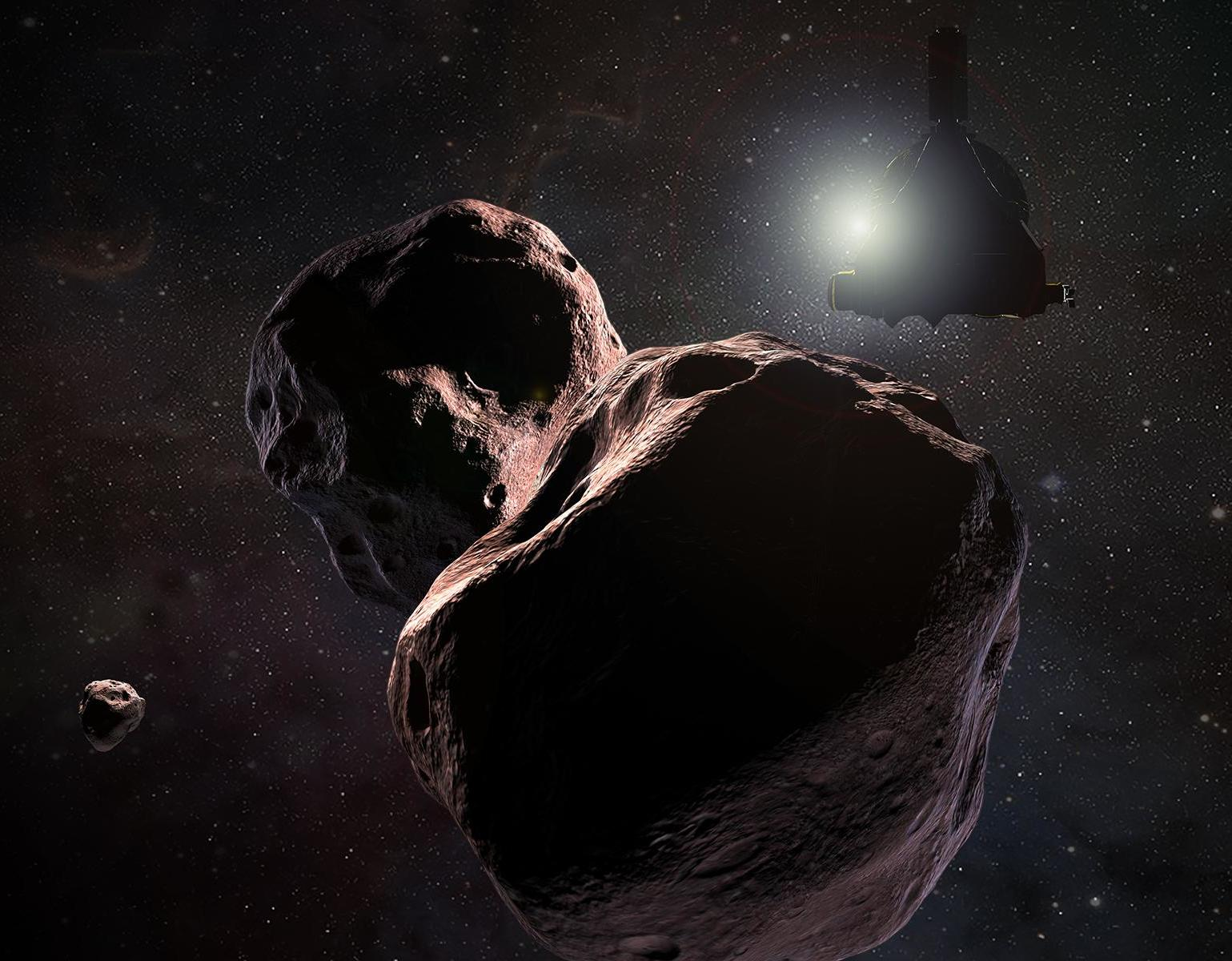
Rappresentazione artistica dell'incontro tra la sonda New Horizons e 486958 Arrokoth

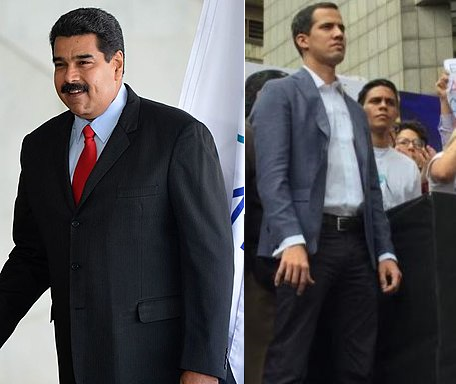
Nicolás Maduro e Juan Guaidó

### Gennaio
- 1º gennaio:
  - la Romania assume la presidenza di turno dell'Unione europea per la prima volta nella sua storia;
  - la sonda New Horizons sorvola 486958 Arrokoth, il corpo cosmico più lontano mai raggiunto dalle esplorazioni spaziali;
  - il Qatar si ritira dall'OPEC.
- 3 gennaio: la sonda cinese Chang'e 4 atterra con successo nel cratere Von Kármán, diventando la prima ad atterrare sulla faccia nascosta della Luna.
- 7 gennaio: fallito colpo di stato militare in Gabon.
- 10 gennaio: crisi costituzionale in Venezuela dovuta alla contesa dell'ufficio tra il presidente eletto, Nicolás Maduro e il presidente dell'Assemblea nazionale, Juan Guaidó che ha iniziato un processo di destituzione nei confronti di Maduro.
- 18 gennaio – Messico: alcuni ladri di carburante rompono un oleodotto a Tlahuelilpan, uccidendo 137 persone e ferendone altre 8.
- 19 gennaio: Un terremoto di magnitudo 6,7 colpisce Tongoy, nella regione di Coquimbo in Cile, causando due morti e 200.000 persone rimaste senza energia. Nonostante la sua modesta entità, dal momento che si trattava di un terremoto interplacca, causò seri danni a La Serena e nelle città vicine.
- 23 gennaio: Juan Guaidó si auto-proclama presidente del Venezuela ad interim venendo riconosciuto dai governi di Stati Uniti, Francia, Regno Unito, Canada, Brasile, Colombia, Paraguay, Argentina, Perù, Ecuador, Cile, Guatemala e Costa Rica.

### Febbraio
- 12 febbraio: la Repubblica di Macedonia si rinomina Repubblica di Macedonia del Nord, ponendo fine a una disputa pluridecennale con la Grecia.

### Marzo

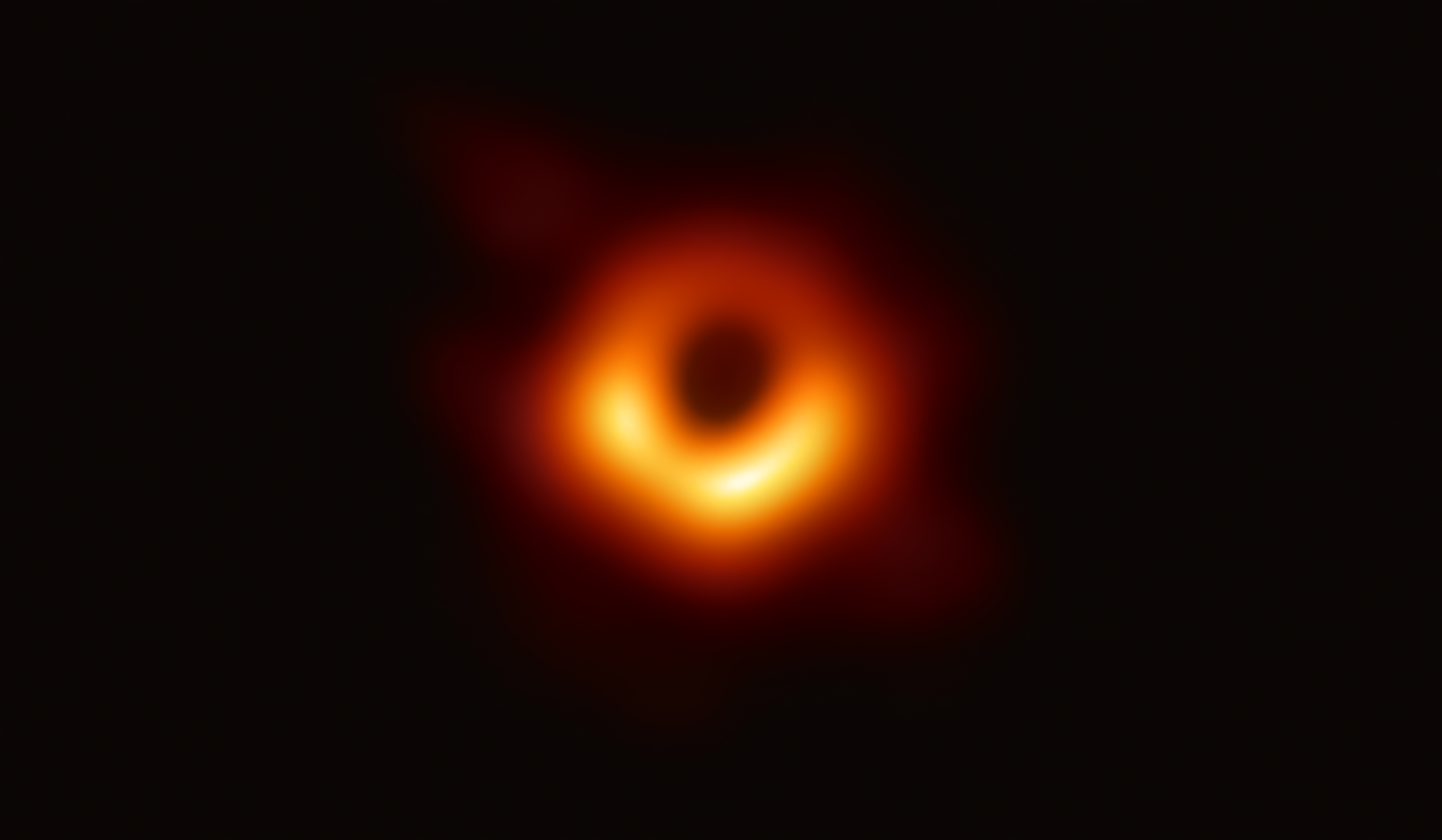
La foto del buco nero M87

- 10 marzo – Etiopia: il volo Ethiopian Airlines 302 operato con un Boeing 737 Max 8 decollato da Addis Abeba e diretto a Nairobi precipita a circa 60 km a sud est della capitale etiope, cagionando il decesso di tutte le 157 persone a bordo e il conseguente stop a tutti i velivoli dello stesso tipo nel mondo.
- 15 marzo – Nuova Zelanda: una serie di sparatorie a Christchurch ad opera di un neofascista islamofobo in due moschee provoca 50 morti e altrettanti feriti.
- 24 marzo – Elezioni parlamentari in Thailandia del 2019

### Aprile

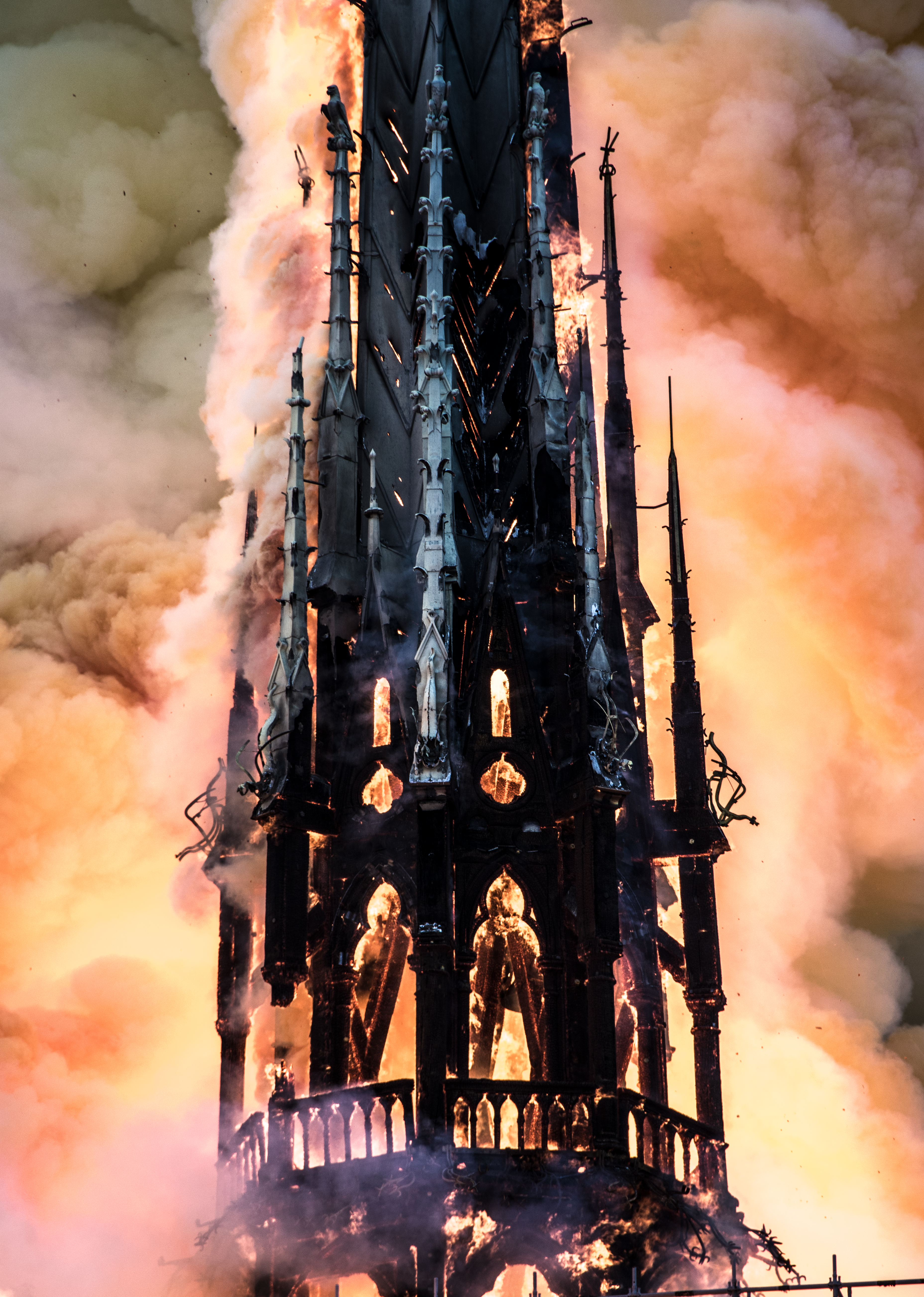
Notre-Dame in fiamme

- 9 aprile – Elezioni parlamentari in Israele dell'aprile 2019
- 10 aprile: Grazie ai dati dell'Event Horizon Telescope, viene mostrata la prima immagine di un buco nero, M87.
- 11 aprile – Sudan: a seguito di un colpo di stato, si dimette il presidente Omar Al-Bashir e al suo posto viene instaurato un governo transitorio militare.
- 15 aprile – Parigi: un grave incendio devasta la cattedrale di Notre-Dame provocandone il crollo del tetto e della guglia.
- 21 aprile – Sri Lanka: una serie di attacchi terroristici di matrice islamica contro la comunità cristiana in chiese ed alberghi nelle città di Colombo, Batticaloa e Negombo provocano 253 vittime.

### Maggio
- 23-26 maggio: elezioni europee nei 28 Stati membri dell'Unione europea.

### Luglio
- 1º luglio: la Finlandia assume la presidenza di turno dell'Unione europea.

### Agosto
- 4 agosto – Egitto: un attentato nel cuore del Cairo provoca la morte di 20 persone.
- 8 agosto – Messico: le autorità dichiarano di aver rinvenuto 19 corpi mutilati a Uruapan nel Michoacán; il Cartello di Jalisco Nuova Generazione rivendica il massacro.
- 27 agosto – Messico: un attacco incendiario portato avanti dal Cartello di Jalisco Nuova Generazione provoca 30 morti e 13 feriti a Coatzacoalcos, nello stato di Veracruz.

### Settembre
- 17 settembre – Elezioni parlamentari in Israele
- 24 settembre – Stati Uniti: su iniziativa della presidente della Camera dei rappresentanti Nancy Pelosi viene avviato ufficialmente un iter di impeachment contro il presidente Donald Trump.

### Ottobre
- 9 ottobre – Siria: inizia l'offensiva militare della Turchia contro i curdi del Rojava.
- 14 ottobre – Spagna: inizia una ondata di proteste in Catalogna dopo l'annuncio della sentenza di condanna dei leader del movimento indipendentista.
- 21 ottobre – Cile: l'intero paese è teatro di proteste contro il governo dovute all'alto costo della vita.
- 31 ottobre – Giappone: il Castello di Shuri, in Okinawa, Giappone, viene completamente distrutto a causa di un incendio.

### Novembre
- 10 novembre – A seguito delle proteste iniziate a ottobre, il presidente della Bolivia Evo Morales si dimette.
- 23 novembre – Si svolge il referendum per l'indipendenza della regione autonoma di Bougainville dalla Papua Nuova Guinea.
- 26 novembre – una scossa di terremoto di magnitudo 6,5 colpisce la zona settentrionale dell'Albania alle 3:54, causando 51 morti, più di 2000 feriti e danni ingenti al patrimonio edilizio e, in alcuni casi, storico-culturale.

### Dicembre
- 12 dicembre – Elezioni nel Regno Unito
- 20 dicembre – Il presidente statunitense Donald Trump istituisce la United States Space Force, la sesta forza armata degli Stati Uniti e la prima dal 1947.
- 31 dicembre – A Wuhan, in Cina, si ha il primo caso ufficialmente accertato di contagio dal virus SARS-CoV-2; nel giro di poche settimane si sviluppa, in tutto il mondo, la pandemia di COVID-19 del 2019 e anni seguenti.

## Sport

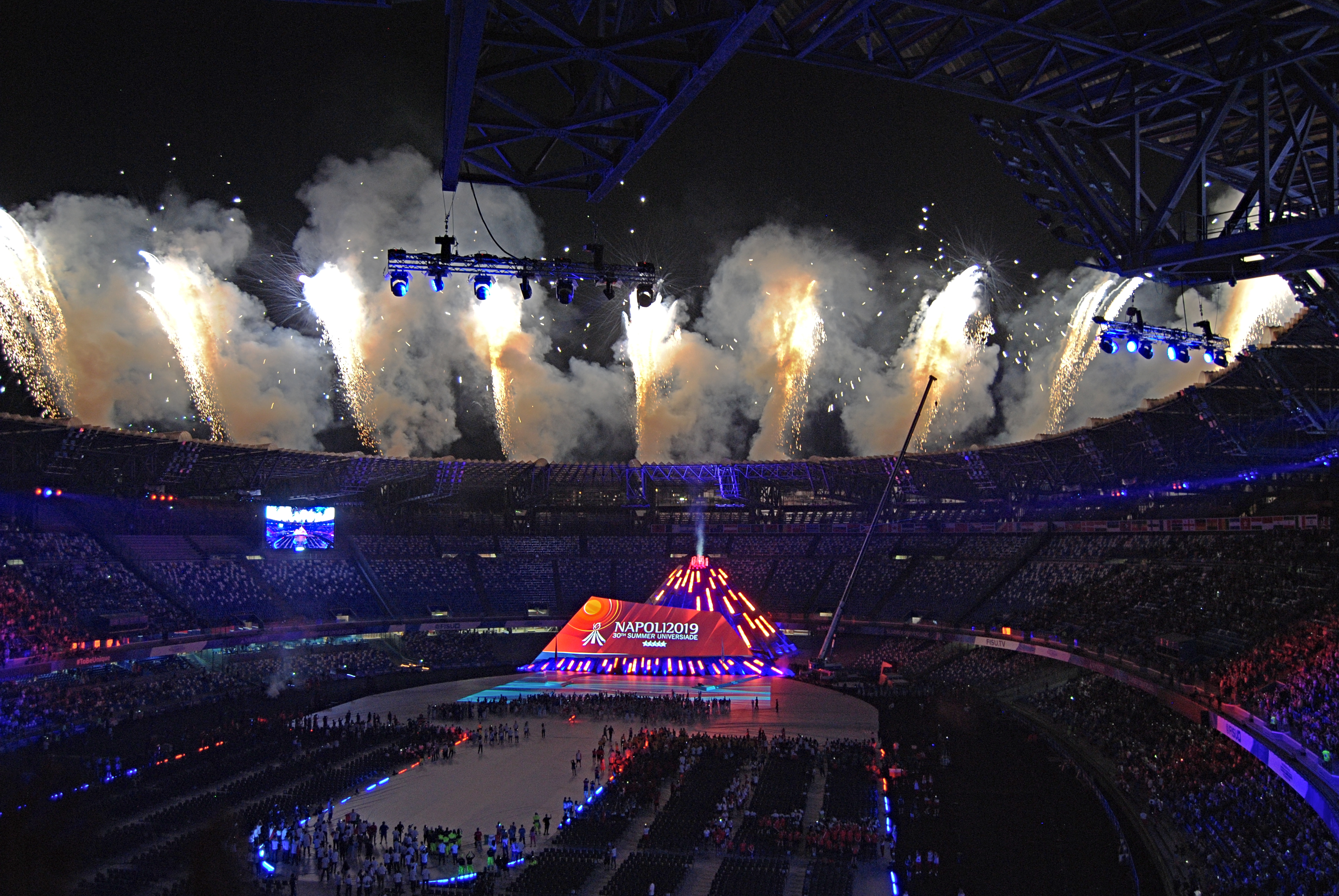
La cerimonia di apertura della XXX Universiade allo stadio San Paolo

- Dal 14 al 30 giugno: II Giochi europei a Minsk, Bielorussia.
- Dal 3 al 14 luglio: XXX Universiade a Napoli.
- Dal 31 agosto al 15 settembre: FIBA World Cup in Cina.
- Dal 12 settembre al 29 settembre: Campionato europeo maschile di pallavolo 2019 in Francia, Slovenia, Belgio e Paesi Bassi.
- Dal 20 settembre al 2 novembre: Coppa del Mondo di Rugby in Giappone.
- Dal 27 settembre al 6 ottobre: campionati del mondo di atletica leggera in Qatar.
- Dal 12 al 16 ottobre: Giochi mondiali sulla spiaggia in Qatar.

## Nati
- 6 maggio - Archie di Sussex, principe britannico

## Morti
Ci sono circa 2 150 voci su persone morte nel 2019; vedi la pagina Morti nel 2019 per un elenco descrittivo o la categoria Morti nel 2019 per un indice alfabetico.

## Calendario
| Calendario 2019 | Calendario 2019 | Calendario 2019 | Calendario 2019 | Calendario 2019 | Calendario 2019 | Calendario 2019 | Calendario 2019 | Calendario 2019 | Calendario 2019 | Calendario 2019 | Calendario 2019 | Calendario 2019 | Calendario 2019 | Calendario 2019 | Calendario 2019 | Calendario 2019 | Calendario 2019 | Calendario 2019 | Calendario 2019 | Calendario 2019 | Calendario 2019 | Calendario 2019 | Calendario 2019 | Calendario 2019 | Calendario 2019 | Calendario 2019 | Calendario 2019 | Calendario 2019 | Calendario 2019 | Calendario 2019 | Calendario 2019 | Calendario 2019 |
| --------------- | --------------- | --------------- | --------------- | --------------- | --------------- | --------------- | --------------- | --------------- | --------------- | --------------- | --------------- | --------------- | --------------- | --------------- | --------------- | --------------- | --------------- | --------------- | --------------- | --------------- | --------------- | --------------- | --------------- | --------------- | --------------- | --------------- | --------------- | --------------- | --------------- | --------------- | --------------- | --------------- |
|                 | 1               | 2               | 3               | 4               | 5               | 6               | 7               | 8               | 9               | 10              | 11              | 12              | 13              | 14              | 15              | 16              | 17              | 18              | 19              | 20              | 21              | 22              | 23              | 24              | 25              | 26              | 27              | 28              | 29              | 30              | 31              |                 |
| Gennaio         | Ma              | Me              | Gi              | Ve              | Sa              | Do              | Lu              | Ma              | Me              | Gi              | Ve              | Sa              | Do              | Lu              | Ma              | Me              | Gi              | Ve              | Sa              | Do              | Lu              | Ma              | Me              | Gi              | Ve              | Sa              | Do              | Lu              | Ma              | Me              | Gi              |                 |
| Febbraio        | Ve              | Sa              | Do              | Lu              | Ma              | Me              | Gi              | Ve              | Sa              | Do              | Lu              | Ma              | Me              | Gi              | Ve              | Sa              | Do              | Lu              | Ma              | Me              | Gi              | Ve              | Sa              | Do              | Lu              | Ma              | Me              | Gi              |                 |                 |                 |                 |
| Marzo           | Ve              | Sa              | Do              | Lu              | Ma              | Me              | Gi              | Ve              | Sa              | Do              | Lu              | Ma              | Me              | Gi              | Ve              | Sa              | Do              | Lu              | Ma              | Me              | Gi              | Ve              | Sa              | Do              | Lu              | Ma              | Me              | Gi              | Ve              | Sa              | Do              |                 |
| Aprile          | Lu              | Ma              | Me              | Gi              | Ve              | Sa              | Do              | Lu              | Ma              | Me              | Gi              | Ve              | Sa              | Do              | Lu              | Ma              | Me              | Gi              | Ve              | Sa              | Do              | Lu              | Ma              | Me              | Gi              | Ve              | Sa              | Do              | Lu              | Ma              |                 |                 |
| Maggio          | Me              | Gi              | Ve              | Sa              | Do              | Lu              | Ma              | Me              | Gi              | Ve              | Sa              | Do              | Lu              | Ma              | Me              | Gi              | Ve              | Sa              | Do              | Lu              | Ma              | Me              | Gi              | Ve              | Sa              | Do              | Lu              | Ma              | Me              | Gi              | Ve              |                 |
| Giugno          | Sa              | Do              | Lu              | Ma              | Me              | Gi              | Ve              | Sa              | Do              | Lu              | Ma              | Me              | Gi              | Ve              | Sa              | Do              | Lu              | Ma              | Me              | Gi              | Ve              | Sa              | Do              | Lu              | Ma              | Me              | Gi              | Ve              | Sa              | Do              |                 |                 |
| Luglio          | Lu              | Ma              | Me              | Gi              | Ve              | Sa              | Do              | Lu              | Ma              | Me              | Gi              | Ve              | Sa              | Do              | Lu              | Ma              | Me              | Gi              | Ve              | Sa              | Do              | Lu              | Ma              | Me              | Gi              | Ve              | Sa              | Do              | Lu              | Ma              | Me              |                 |
| Agosto          | Gi              | Ve              | Sa              | Do              | Lu              | Ma              | Me              | Gi              | Ve              | Sa              | Do              | Lu              | Ma              | Me              | Gi              | Ve              | Sa              | Do              | Lu              | Ma              | Me              | Gi              | Ve              | Sa              | Do              | Lu              | Ma              | Me              | Gi              | Ve              | Sa              |                 |
| Settembre       | Do              | Lu              | Ma              | Me              | Gi              | Ve              | Sa              | Do              | Lu              | Ma              | Me              | Gi              | Ve              | Sa              | Do              | Lu              | Ma              | Me              | Gi              | Ve              | Sa              | Do              | Lu              | Ma              | Me              | Gi              | Ve              | Sa              | Do              | Lu              |                 |                 |
| Ottobre         | Ma              | Me              | Gi              | Ve              | Sa              | Do              | Lu              | Ma              | Me              | Gi              | Ve              | Sa              | Do              | Lu              | Ma              | Me              | Gi              | Ve              | Sa              | Do              | Lu              | Ma              | Me              | Gi              | Ve              | Sa              | Do              | Lu              | Ma              | Me              | Gi              |                 |
| Novembre        | Ve              | Sa              | Do              | Lu              | Ma              | Me              | Gi              | Ve              | Sa              | Do              | Lu              | Ma              | Me              | Gi              | Ve              | Sa              | Do              | Lu              | Ma              | Me              | Gi              | Ve              | Sa              | Do              | Lu              | Ma              | Me              | Gi              | Ve              | Sa              |                 |                 |
| Dicembre        | Do              | Lu              | Ma              | Me              | Gi              | Ve              | Sa              | Do              | Lu              | Ma              | Me              | Gi              | Ve              | Sa              | Do              | Lu              | Ma              | Me              | Gi              | Ve              | Sa              | Do              | Lu              | Ma              | Me              | Gi              | Ve              | Sa              | Do              | Lu              | Ma              |                 |

## Premi Nobel
In quest'anno sono stati conferiti i seguenti Premi Nobel:
- per la Medicina: William Kaelin Jr., Peter J. Ratcliffe, Gregg L. Semenza
- per la Fisica: James Peebles, Michel Mayor, Didier Queloz
- per la Chimica: John B. Goodenough, M. Stanley Whittingham, Akira Yoshino
- per la Letteratura: Peter Handke
- per la Pace: Abiy Ahmed Ali
- per l'Economia: Michael Kremer, Abhijit Banerjee, Esther Duflo

## Musica
- 14-18 maggio: la 64ª edizione dell'Eurovision Song Contest si tiene a Tel Aviv, Israele e viene vinta dai Paesi Bassi, con Duncan Laurence e la sua canzone Arcade.
- 24 novembre: la 17ª edizione dello Junior Eurovision Song Contest si tiene a Gliwice, in Polonia, e viene vinta dal paese ospitante per la seconda volta consecutiva, con Viki Gabor e la sua canzone Superhero.